# Provinz Huasco
Die Provinz Huasco (spanisch Provincia de Huasco) ist eine Provinz in der chilenischen Región de Atacama. Die Hauptstadt ist Vallenar. Beim Zensus 2017 lag die Einwohnerzahl bei 74.406 Personen.

## Geografie
Die Provinz grenzt im Westen an den Pazifischen Ozean, im Norden an die Provinz Copiapó, im Süden an die Provinz Elqui und im Osten an Argentinien.

## Gemeinden
Die Provinz Huasco gliedert sich in vier Gemeinden:
1. Vallenar
2. Freirina
3. Huasco
4. Alto del Carmen